# Криви Врх
Криви Врх (словен. Krivi Vrh) је насељено место у општини Света Ана, Подравска регија, Словенија.

## Историја
До територијалне реорганизације у Словенији био је у саставу старе општине Ленарт.

## Становништво
У попису становништва из 2011. године, Криви Врх је имао 136 становника.
| Број становника према пописима | Број становника према пописима | Број становника према пописима |
| ------------------------------ | ------------------------------ | ------------------------------ |
| 1991                           | 2002                           | 2011                           |
| 101                            | 125                            | 136                            |